# Engratsried
Engratsried ist ein Gemeindeteil der Stadt Marktoberdorf im Landkreis Ostallgäu im bayerischen Regierungsbezirk Schwaben.
Der Weiler liegt südwestlich des Hauptortes Marktoberdorf an der Kreisstraße OAL 7. Nördlich des Ortes verläuft die B 472 und östlich die OAL 23. Westlich erstreckt sich das rund 49 ha große Naturschutzgebiet Räsenmoos, südlich und östlich fließt die Wertach.
Die Kreisstraße OAL 7 wird ab Oktober 2024 in Engratsried ausgebaut.

## Bauwerke

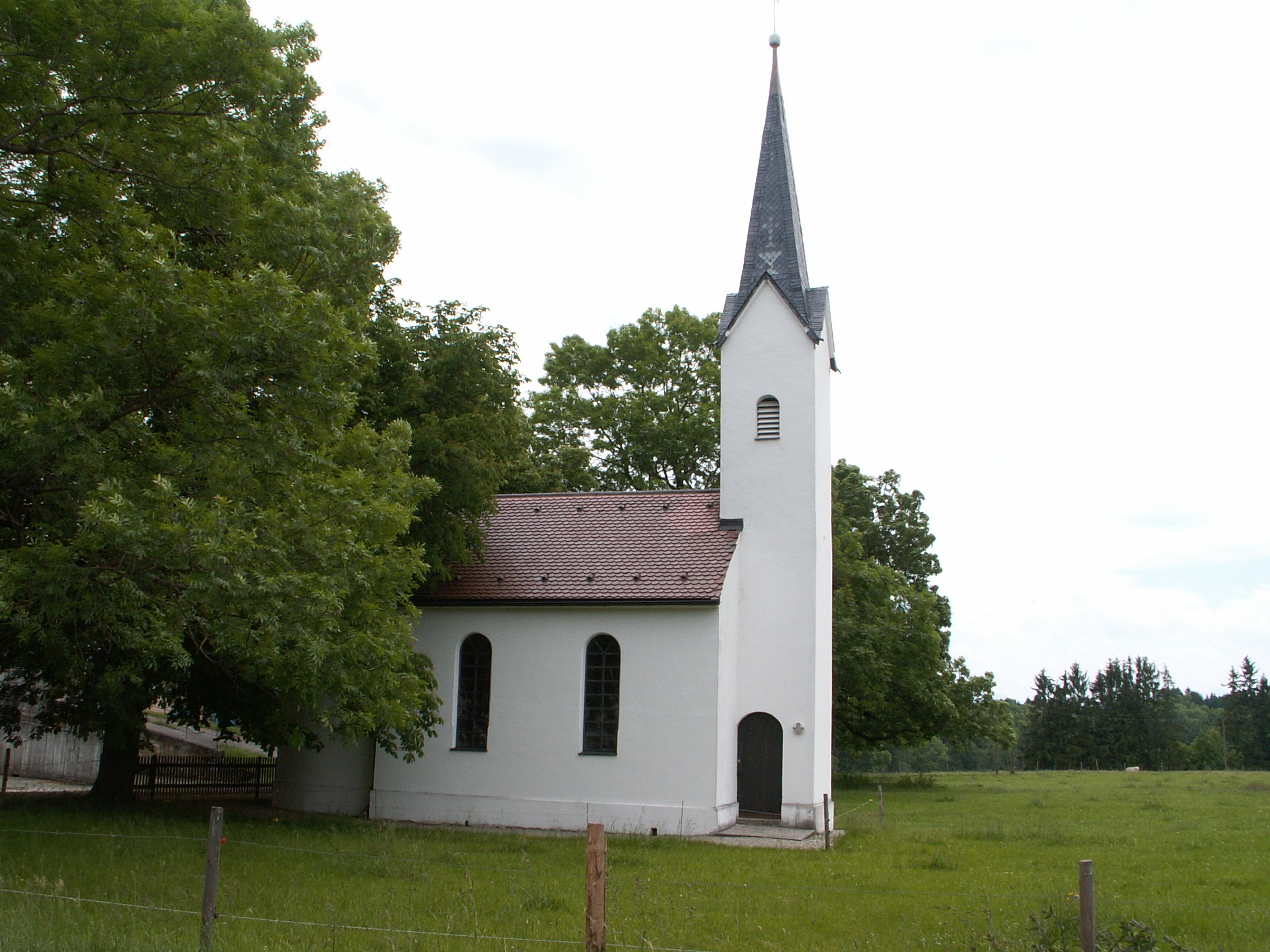
Ortskapelle Engratsried (2005)

In der Liste der Baudenkmäler in Marktoberdorf ist für Engratsried ein Baudenkmal aufgeführt:
- Die 1881 erbaute Ortskapelle ist ein Satteldachbau mit Rundbogenfenstern und westlichem Dachreiter mit Spitzhelm.